# Мексиканський реал
Мексиканський реал був валютою Мексики до 1897. Першими реалами, випущеними Мексиці, були іспанські колоніальні реали. У 1822 почалися незалежні випуски Мексики. Під час Війни за незалежність Мексики (1810-1821) діяли численні Монетні двори, які постачали монетами як прибічників, і противників іспанської корони. Роялісти випускали монети на монетних дворах в Чіуауа, Дуранго, Гвадалахара, Гуанахуато, Нуева Віскайя, Оахака, Реал-дель-Каторсе, Сан - Фернандо-де-Бексар, Сан-Луїс-Потосі, Сомбререте, Вальядолід. Більшість роялістських випусків були схожі за стилем більш ранні колоніальні випуски монетного двору Мехіко без випуску нових номіналів.